# Тузін Гітоў
Тузін Гітоў (укр. Дюжина Гітів) або «Слушны музычны партал „Тузін Гітоў“» (укр. Слушний музичний портал «Дюжина Гітів») — інтернет-портал, присвячений білоруській музиці, що розпочав роботу 12 жовтня 2003 року.
За самовизначенням, «Тузін Гітоў» є приватним некомерційним мережевим проєктом, головною метою якого є пропаганда сучасної білоруської музики.
Головним у проєкті є гіт-парад, в якому постійно беруть участь 12 пісень будь-якого музичного напрямку. Пісня-учасник має бути записана білоруською мовою та тривати до 5 хвилин. Голосування триває два тижні, в ньому можуть узяти участь усі охочі, при чому голосувати дозволено один раз на день не більш як за три різні пісні з одного комп'ютера. За підсумками голосування визначають трьох переможців та трьох аутсайдерів. Останні покидають гіт-парад, залишаючись у каталозі. З початком нового голосування, всі попередні голоси анулюють. Всі пісні-учасники можна прослухати.
Окрім гіт-параду, на сайті публікують музичні новини, рецензії на музичні твори.